# Prisencolinensinainciusol
Singles de Adriano Celentano
La ballata di Pinocchio
(1972) L'unica chance
(1973)
Prisencolinensinainciusol, stylisée en PRİSENCÓLİNENSİNÁİNCIÚSOL, est une chanson d'Adriano Celentano et Claudia Mori, parue en single le 3 novembre 1972.

## Historique et réception
La chanson est délibérément destinée au public italien comme de l'anglais parlé avec un accent américain, mais les paroles sont du yaourt, du pur charabia, à l'exception des mots « all right », orthographié « oll raigth » dans la vidéo postée sur Internet. Sur la pochette de l'édition du single français, il est écrit : « Cette chanson est chantée dans une langue neuve que personne ne comprendra. Elle a une seule signification : Amour Universel. »
L'intention de l'auteur est d'explorer les barrières de communication : « Depuis que j'ai commencé à chanter, j'ai été très influencé par la musique américaine et tout ce que font les Américains. À un certain point, comme j'apprécie l'argot américain – qui pour un chanteur est beaucoup plus facile à chanter que l'italien – j'ai pensé à composer une chanson qui aurait pour seul thème l'incapacité de communiquer. Et pour ce faire, il me fallait écrire une chanson dont les paroles ne veulent rien dire », déclare Adriano Celentano dans un entretien en 2012, en établissant un lien entre sa chanson et le mythe de la tour de Babel.
Sorti en Italie à la fin 1972, le titre n'arrive pas au départ à percer au hit-parade, mais il faut attendre plusieurs mois, grâce au succès de la chanson notamment en France, pour que Prisencolinensinainciusol apparaisse au classement italien au début de l'année 1974, entre autres en raison de deux prestations télévisées remarquées. Il est considéré comme le premier rap italien. En Italie, le single s'est vendu à 260 000 exemplaires, au début de mai 1974. En France, le single se vend à plus de 300 000 exemplaires en 1973.

## Dans la culture
Sauf indication contraire ou complémentaire, les informations mentionnées dans cette section proviennent du générique de fin de l'œuvre audiovisuelle présentée ici.
- 2013 : Joséphine d'Agnès Obadia : musique additionnelle
- A également inspiré la musique des clips de publicité pour la boisson Fruité dans les années 1970, la plupart montrant le footballeur Michel Platini ou le champion cycliste Bernard Hinault, rythmés par les paroles : « Il n'a pas le tempérament… à boire du raplapla ! »
- 2014 : le trailer officiel du jeu vidéo Forza Horizon 2 utilise cette musique.
- 2017 : ce morceau est utilisé dans le premier épisode de la saison 3 de la série Fargo, pour introduire le tournoi de bridge, vers la 38e minute.
- 2022 : la chanson est dansée à deux reprises dans le film dramatique franco-italien L'immensità réalisé par Emanuele Crialese.

## Classements
| Classement (1973-74)                    | Meilleure place |
| --------------------------------------- | --------------- |
| Belgique (Flandre Ultratop 50 Singles)  | 4               |
| Belgique (Wallonie Ultratop 50 Singles) | 2               |
| Pays-Bas (Nederlandse Top 40)           | 6               |
| Allemagne (Media Control AG)            | 46              |
| Italie (FIMI)                           | 3               |
| France (SNEP)                           | 6               |
| Pays-Bas (Single Top 100)               | 5               |

| Classement (1974) | Meilleure place |
| ----------------- | --------------- |
| Italie (FIMI)     | 14              |